# Чжучен
Чжучен (кит. спр. 诸城市, піньїнь: Zhūchéng Shì) — місто-повіт в центральнокитайській провінції Шаньдун, складова міста Вейфан.

## Географія
Чжучен розташовується у верхів'ях річки Вейхе.

### Клімат
Місто знаходиться у зоні, котра характеризується вологим субтропічним кліматом. Найтепліший місяць — серпень із середньою температурою 25.2 °C (77.4 °F). Найхолодніший місяць — січень, із середньою температурою -1.9 °С (28.6 °F).
| Клімат Чжучена          | Клімат Чжучена | Клімат Чжучена | Клімат Чжучена | Клімат Чжучена | Клімат Чжучена | Клімат Чжучена | Клімат Чжучена | Клімат Чжучена | Клімат Чжучена | Клімат Чжучена | Клімат Чжучена | Клімат Чжучена | Клімат Чжучена |
| Показник                | Січ.           | Лют.           | Бер.           | Квіт.          | Трав.          | Черв.          | Лип.           | Серп.          | Вер.           | Жовт.          | Лист.          | Груд.          | Рік            |
| Середня температура, °C | −1,9           | −0,1           | 5,2            | 11,6           | 17,3           | 21,7           | 24,9           | 25,2           | 20,6           | 14,9           | 7,5            | 0,7            | 12,3           |
| Норма опадів, мм        | 10.1           | 13.3           | 21.8           | 41.2           | 49.7           | 103.6          | 227.6          | 163.9          | 86.1           | 40.4           | 26.3           | 11.5           | 795.5          |
| Днів з опадами          | 4,5            | 5              | 5,3            | 7,7            | 7,2            | 9,7            | 15,5           | 12,6           | 9,9            | 8,1            | 7              | 5,2            | 97,7           |
| Вологість повітря, %    | 62.2           | 62.6           | 60.9           | 61.9           | 64             | 71.6           | 83             | 80.6           | 71.3           | 66.9           | 64.9           | 62.4           | 67.7           |
| ----------------------- | -------------- | -------------- | -------------- | -------------- | -------------- | -------------- | -------------- | -------------- | -------------- | -------------- | -------------- | -------------- | -------------- |
| Джерело: Weatherbase    |                |                |                |                |                |                |                |                |                |                |                |                |                |